# Sreflije
Sreflije je naseljeno mjesto u sastavu općine Bosanska Dubica, Republika Srpska, BiH.

## Stanovništvo
| Sreflije           |              |
| godina popisa      | 1991.        |
| Srbi               | 365 (93,11%) |
| Hrvati             | 0            |
| Muslimani          | 0            |
| Jugoslaveni        | 25 (6,38%)   |
| ostali i nepoznato | 2 (0,51%)    |
| ukupno             | 392          |